# Dólar zimbabuense (2019-2024)
El dólar zimbabuense (símbolo: Z$; código: ZWL) también conocido como dólar RTGS (en inglés: Real Time Gross Settlement Dollar; informalmente Zimdollar o Zollar), fue la unidad monetaria de Zimbabue desde el 12 de noviembre de 2019 hasta el 8 de abril de 2024, cuando fue reemplazado por el oro de Zimbabue (ZiG). Emitida por el Banco de Reserva de Zimbabue, significó la reintroducción de una nueva moneda nacional desde la desaparición del antiguo dólar zimbabuense en 2009 a causa de una hiperinflación récord, Fue la única moneda oficial en Zimbabue desde junio de 2019 hasta marzo de 2020, después de lo cual se legalizaron nuevamente las monedas extranjeras.

## Historia
Fue introducido el 21 de febrero de 2019 como parte de la nueva Política Monetaria que fue promulgada por el titular del Banco de la Reserva de Zimbabue, John Mangudya. La nueva divisa se compuso de las de monedas-bono, los billetes-bono emitidos desde 2014 y saldos en el Sistema de Liquidación Bruta en Tiempo Real (LBTR o RTGS en sus siglas en inglés). Tanto las monedas y billetes bonos habían sido introducidos en 2014 para mitigar el faltante de monedas y billetes de baja denominación como parte del sistema de monedas múltiples de Zimbabue en 2009 y poseían paridad con el dólar estadounidense. Dichas monedas y billetes fueron redenominados como una nueva unidad monetaria llamada Dólar RTGS en febrero de 2019, y en junio de 2019 se convirtió en la única moneda legal en Zimbabue, reemplazando el sistema de monedas múltiples.
El 29 de octubre de 2019, cuando la inflación del dólar RTGS había alcanzado más del 300%, el banco central anunció que se introduciría una "nueva" moneda a mediados de noviembre de 2019. La "nueva" moneda se negoció inicialmente junto con el dólar RTGS y se valoró de manera similar. No tenía el mismo respaldo que el dólar RTGS.
El tipo de cambio está determinado por las fuerzas de oferta y demanda en un mercado de subastas que el Banco de la Reserva de Zimbabue creó junto con el anuncio del dólar RTGS. A este nuevo régimen cambiario se lo denomina Mercado Interbancario de Cambio de Moneda Extranjera y está compuesto por bancos y oficinas de cambio.

## Escasez de cambio en Zimbabue
Los bonos-moneda son dinero metálico, emitidos en denominaciones de 1, 5, 10 y 25 centavos, que tienen paridad con la divisa estadounidense. A esta serie se le agregó la moneda de 50 centavos en marzo de 2015. Las monedas fueron acuñadas por la South African Mint Company. La emisión de estas monedas se debió a la escasez de cambio fraccionario que tiene lugar por la falta de un acuerdo de señoreaje con Estados Unidos, Sudáfrica o cualquiera de los otros países cuyas divisas se emplearon en Zimbabue desde 2009 (incluyendo el euro, la libra esterlina, el dólar australiano y la pula). Fue en ese año cuando este país adoptó un sistema de múltiples divisas extranjeras tras quitar de curso legal su propia unidad monetaria debido a una fuerte hiperinflación. La economía zimbabuense atraviesa una etapa de mucha fragilidad y es muy pequeña para hacer frente al pago de intereses que acarrearía un contrato de señoreaje. Por lo que el país optó por implementar un sistema multi-divisas basado en el dólar estadounidense. Sin embargo, esta disposición trajo como consecuencia la ausencia aguda de cambio chico en monedas.
La reacción de la población respecto a la aparición de los bonos-moneda ha sido más bien escéptica, con el temor generalizado de que esto signifique un primer paso del gobierno hacia la reintroducción de un nuevo y muy poco fiable dólar zimbabuense. Sin embargo, el gobernador del Banco de Reserva de Zimbabue, John Mangudya, negó que se esté contemplando la posibilidad de volver a adoptar el dólar zimbabuense. Sin embargo, el 12 de noviembre de 2019, se produjo una reintroducción de una nueva moneda de curso legal en el país africano.

## Monedas
Los bonos-moneda, inicialmente, eran iguales en valor a los centavos de dólar estadounidenses, con cambio de uno a uno. Tras la creación de la nueva moneda, perdieron la paridad cambiaria. 
Son producidos con los siguientes materiales:
| Valor       | Metal                      | Diámetro | Peso         | Año de la primera emisión | Imagen    |
| ----------- | -------------------------- | -------- | ------------ | ------------------------- | --------- |
| 1 centavo   | Cobre depositado en acero  | 17 mm    | 2,45 gramos. | 2014                      | 1 Cent    |
| 5 centavos  | Latón depositado en acero  | 18 mm    | 2,85 gramos  | 2014                      | 5 Cents   |
| 10 centavos | Latón depositado en acero  | 20 mm    | 3,80 gramos  | 2014                      | 10 Cents  |
| 25 centavos | Níquel depositado en acero | 23 mm    | 4,80 gramos  | 2014                      | 25 Cents  |
| 50 centavos | Níquel depositado en acero | 26 mm    | 5,80 gramos  | 2014                      | 50 Cents  |
| 1 dólar     | Bimetálica                 | 29 mm    | 9,06 gramos  | 2016                      | 1 Dollar  |
| 2 dólares   | Bimetálica                 | 29 mm    | 11,11 gramos | 2018                      | 2 Dollars |

## Billetes
Se introdujeron billetes de dos y cinco dólares en noviembre de 2019. Se espera la creación de billetes de mayores denominaciones.
| Imagen anverso | Imagen reverso | Denominación | Año  | Color predominante | Dimensiones | Anverso                       | Reverso                                                             |
| -------------- | -------------- | ------------ | ---- | ------------------ | ----------- | ----------------------------- | ------------------------------------------------------------------- |
|                |                | 2 dólares    | 2016 | Verde              | 155 x 62 mm | Rocas equilibradas en Epworth | Acre de los Héroes Nacionales y la fachada del Parlamento en Harare |
|                |                | 5 dólares    | 2017 | Púrpura            | 155 x 66 mm | Rocas equilibradas en Epworth | Tres jirafas junto a árboles                                        |